# بابلو روجاس باز
بابلو روجاس باز (بالإسبانية: Pablo Rojas Paz)‏ هو كاتب أرجنتيني، ولد في 26 يونيو 1896 في سان ميغيل دي توكومان في الأرجنتين، وتوفي في 1 أكتوبر 1956 في بوينس آيرس في الأرجنتين.